# Люцимир
Люцимер — озеро у Шацькому районі Волинської області, у групі Шацьких озер.
Сполучене з озерами Чорним Великим і Круглим. Довжина 2,97 км, ширина понад 2 км, пл. 4,3 кв.км, пересічна глибина 4,1 м, максимальна — 11,2 м.
Довжина берегової лінії 8,7 км. Улоговина карстового походження, округлої форми. Береги озера Люцимер переважно низькі, піщано-мулисті, східні — заболочені, торф'янисті.
Живиться озеро атмосферними і ґрунтовими водами. Взимку замерзає. Прозорість води до 1,6 м. Величина рН змінюється від 7,9 влітку до 6,6 взимку. Вода гідрокарбонатна кальцієва. Забруднення озера стічними водами прискорює процес евтрофування водойми.
Дно переважно рівне, зі зниженням у північній частині улоговини. Донні відклади представлені пісками, глинистим мулом та шаром сапропелю.
3 водяної рослинності поширені очерет звичайний, куга озерна, стрілолист звичайний, елодея канадська, рдесники та ін.
Водяться лин, лящ, карась, короп, сом, щука; акліматизовано вугра, розводять водоплавну птицю.
На північному березі озера Люцимер розташований районний центр Шацьк та місця відпочинку. Люцимер — у складі Шацького природного парку.

## Галерея

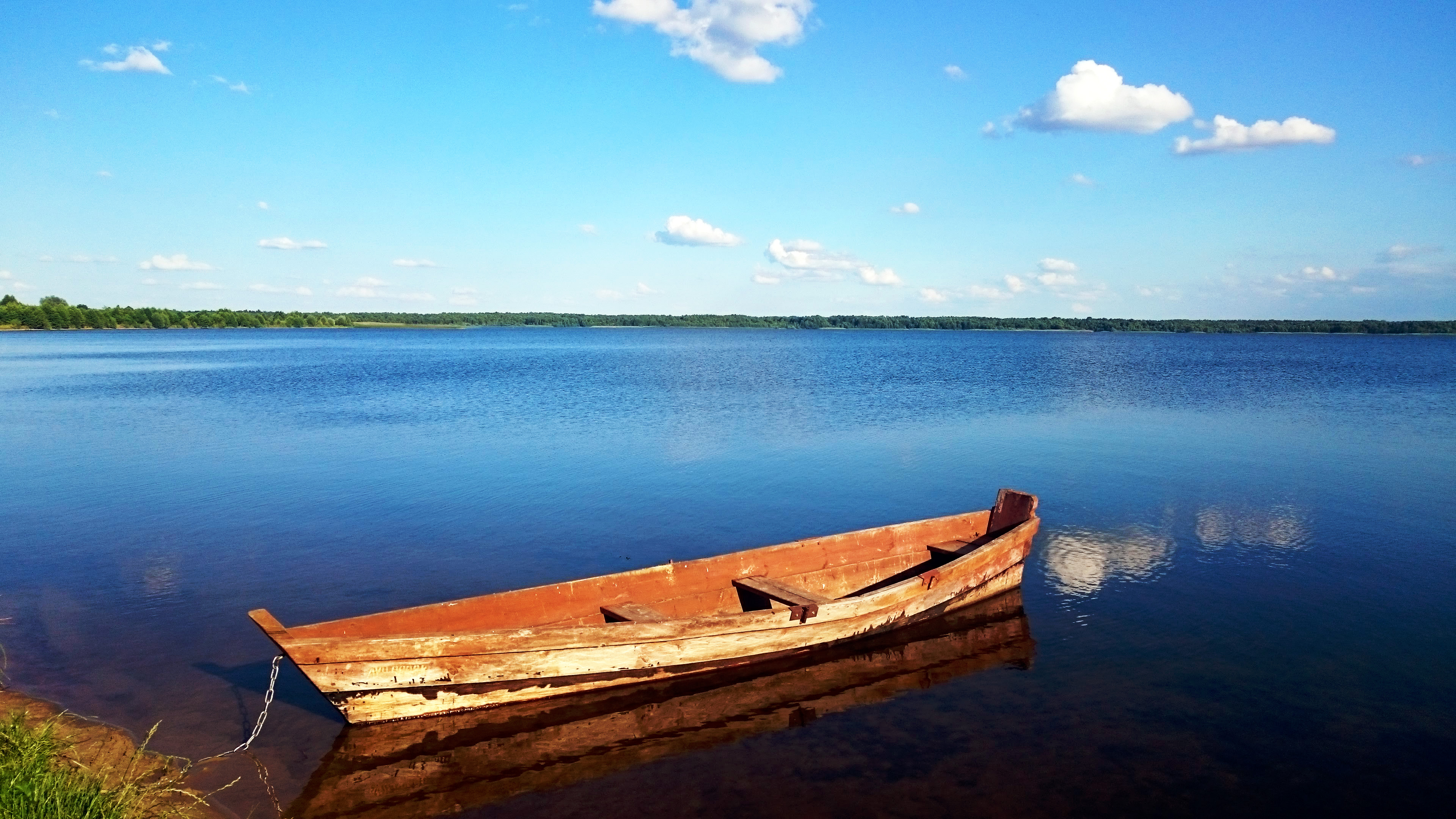
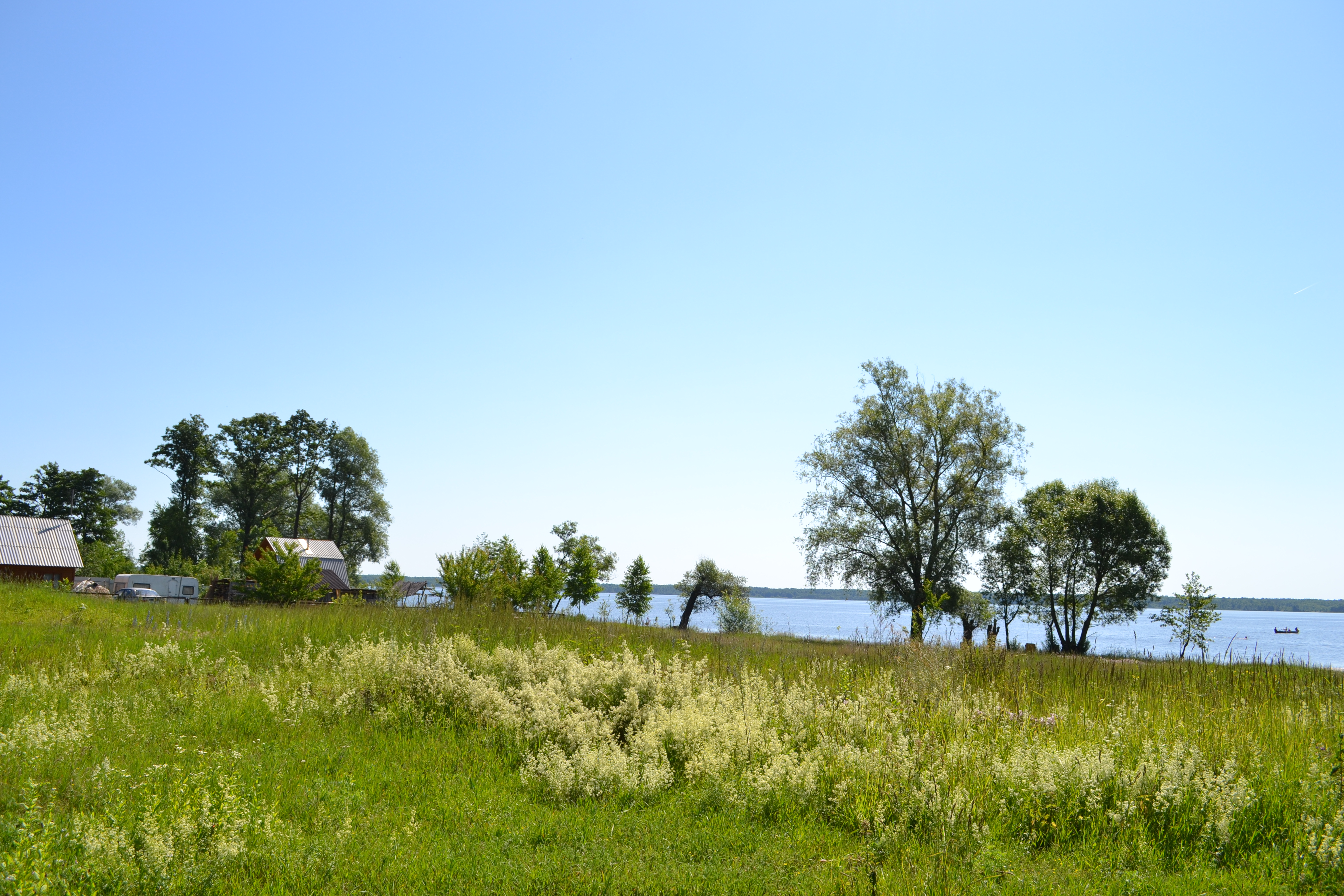
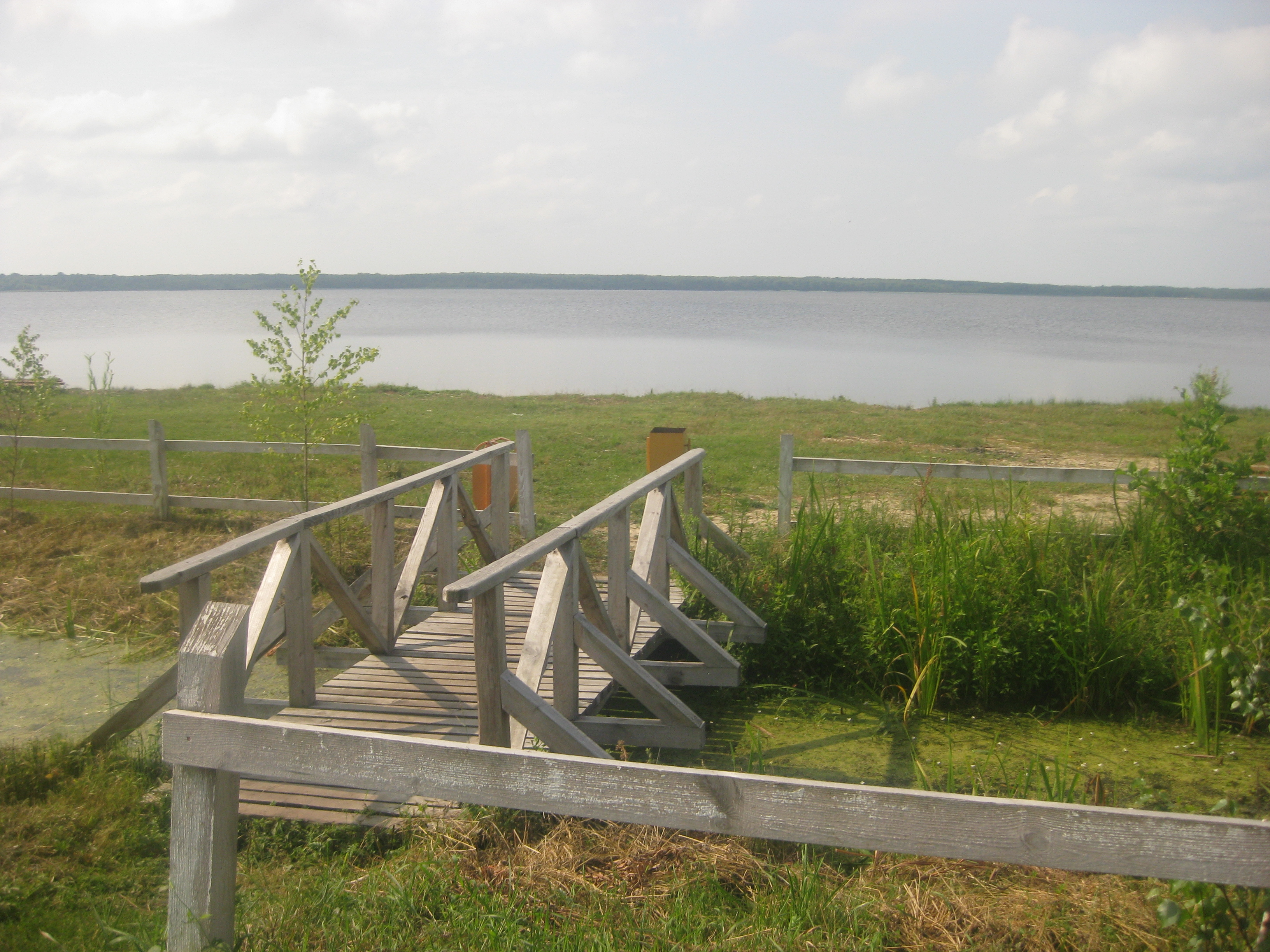
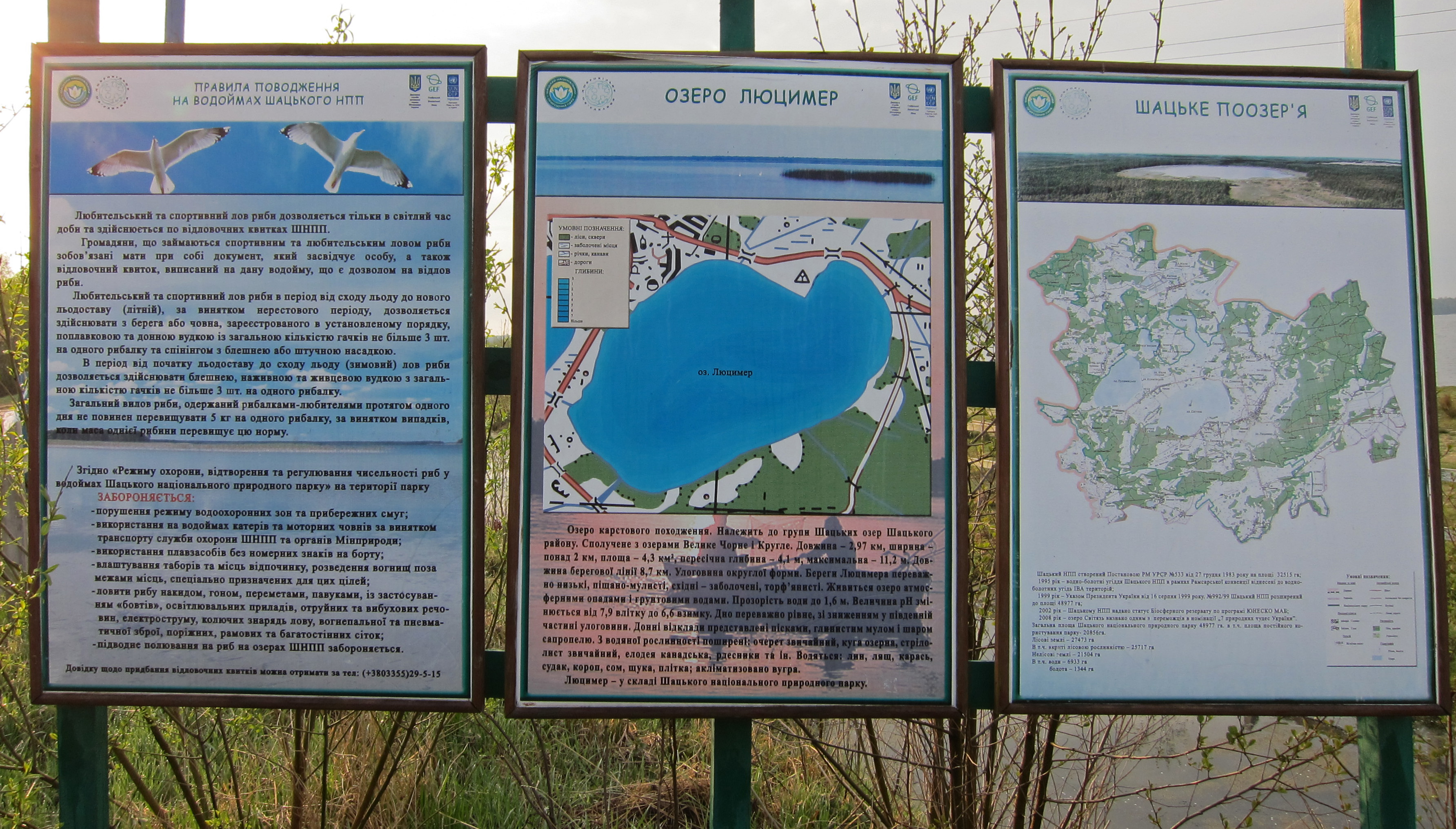